# HD 60335
HD 60335，又名BD+43 1711，SAO 41877、HR 2898，是一颗恒星，视星等为6.3，位于銀經175.8，銀緯25.89，其B1900.0坐标为赤經7h 28m 53.7s，赤緯+43° 25.89′ 3″。